# Desmoscolex longisetosa
Desmoscolex longisetosa är en rundmaskart som beskrevs av Timm 1970. Desmoscolex longisetosa ingår i släktet Desmoscolex och familjen Desmoscolecidae. Inga underarter finns listade i Catalogue of Life.